# Raymond Hatton

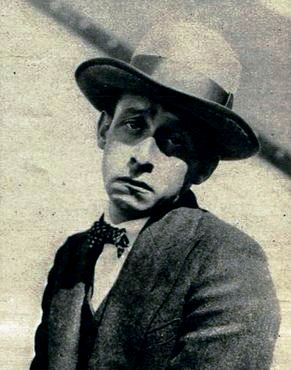
Raymond Hatton (1922)

Raymond Hatton (* 7. Juli 1887 in Red Oak, Iowa; † 21. Oktober 1971 in Pasadena, Kalifornien) war ein US-amerikanischer Schauspieler.

## Leben
Hatton arbeitete seit seinem 13. Lebensjahr als Schauspieler bei Varieté- und Repertoirebühnen. 1911 kam er nach Los Angeles und knüpfte bald Kontakte zum Film. Er übernahm vorwiegend kleine, manchmal auch größere Nebenrollen. Cecil B. DeMille übertrug ihm zuweilen bedeutendere Aufgaben wie den Dauphin Karl in Joan the Woman und Montezuma in The Woman God Forgot. In Der Glöckner von Notre Dame war er als Esmeralda-Verehrer Pierre Gringoire zu sehen.
Seine erfolgreichste Zeit hatte er in der zweiten Hälfte der 1920er Jahre als Partner von Wallace Beery in der Riff und Raff-Reihe. Von da an spielte Hatton häufig den kauzig-komischen Kumpel der Helden von B-Movie-Western. Zugleich musste er sich in späteren Jahren aber oft mit kleineren, häufig im Abspann ungenannten Nebenrollen abfinden. In der Rolle eines Anhalters in dem semidokumentarischen Thriller Kaltblütig von Richard Brooks beendete der damals 80-jährige Hackett im Jahr 1967 seine etwa 300 Filmrollen umfassende Laufbahn. Zudem war er seit den 1950er-Jahren in einigen Fernsehserien aufgetreten.

## Filmografie (Auswahl)
- 1909: A Burglar’s Mistake
- 1913: Bangville Police
- 1914: The Squaw Man
- 1915: The Cheat
- 1916: Joan the Woman
- 1917: The Woman God Forgot
- 1919: Don’t Change Your Husband
- 1919: Zustände wie im Paradies (Male and Female)
- 1920: Stop Thief
- 1922: Frauen auf schiefer Bahn (Manslaughter)
- 1923: Ein Mädchen und drei alte Narren (Three Wise Fools)
- 1923: Der Glöckner von Notre Dame (The Hunchback of Notre Dame)
- 1924: Triumph (Triumph)
- 1925: Prärieteufel (The Thundering Herd)
- 1926: Riff und Raff im Weltkrieg (Behind the Front)
- 1926: Banditenehre (Forlorn River)
- 1928: Riff und Raff als Frauenhelden (Wife Savers)
- 1929: Der Kampf um die Macht (The Mighty)
- 1930: Galgenvögel (Hell’s Heroes)
- 1932: Gesetz und Ordnung (Law and Order)
- 1932: Der Mann ohne Furcht (Hidden Gold)
- 1933: Die drei Musketiere (The Three Musketeers)
- 1935: Mit Volldampf voraus (Steamboat Round the Bend)
- 1935: Der FBI-Agent (‘G’ Men)
- 1935: Das Tal des Todes (Wanderer of the Wasteland)
- 1935: Nevada
- 1936: Undersea Kingdom
- 1936: Zorro – Der blutrote Adler (The Vigilantes Are Coming)
- 1937: Mord im Nachtclub (Marked Woman)
- 1938: Love Finds Andy Hardy
- 1938: Über die Grenze entkommen (The Texans)
- 1939: Wasser für Arizona (New Frontier)
- 1940: Rote Teufel um Kit Carson (Kit Carson)
- 1942: Piraten im karibischen Meer (Reap the Wild Wind)
- 1944: Mit Büchse und Lasso (Tall in the Saddle)
- 1945: Sunbonnet Sue
- 1947: Die Unbesiegten (Unconquered)
- 1947: Black Gold
- 1947: Das Land ohne Gesetz (Land of the Lawless)
- 1950: Harte Männer aus Wildwest (Hostile Country)
- 1950: Banditenjäger (Crooked River)
- 1950: Gauner, Gangster, schöne Mädchen (The Daltons’ Women)
- 1952: Lady Rotkopf (The Golden Hawk)
- 1953: Mit Winchester und Peitsche (Cow Country)
- 1955: Die letzten Sieben (Day the World Ended)
- 1955: Tal ohne Gesetz (Treasure of Ruby Hills)
- 1956: Kampf der Hyänen (Girls in Prison)
- 1956: Corky und der Zirkus (Circus Boy) (Fernsehserie, 1 Folge)
- 1957: Die Attacke am Rio Morte (Pawnee)
- 1957: Invasion of the Saucer Men
- 1957: Lederjacken rechnen ab (Motorcycle Gang)
- 1964: In Montana ist die Hölle los (The Quick Gun)
- 1965: Der schnellste Colt von River Falls (Requiem for a Gunfighter)
- 1967: Kaltblütig (In Cold Blood)